# Miropotes creon
Miropotes creon är en stekelart som beskrevs av Nixon 1965. Miropotes creon ingår i släktet Miropotes och familjen bracksteklar. Inga underarter finns listade i Catalogue of Life.